# ايكر لوسادا
ايكر لوسادا اراجوندي بالأنجليزية (Iker Losada Aragunde) لاعب كرة قدم اسباني من مواليد 1 أغسطس 2001 يلعب في مركز المدافع في نادي سيلتا فيغو.

## حياته والنادي
ولد لوسادا في كاتويرا، بونتيفيدرا، غاليسيا. بعد تخرجه من سيلتا فيغو للشباب، ظهر لأول مرة مع في 2 ديسمبر 2018، حيث جاء كبديل لداني فيغا في تعادل سيغوندا ديفيسيون ب 0-0 ضد يونيون أدارفي.
أمضى لوسادا 2019 قبل بداية الموسم مع الفريق الأول، وسجل هدفًا في مباراة ودية ضد إف سي يونيون برلين وأصبح أول لاعب في القرن الحادي والعشرين يفعل ذلك مع النادي.
لقد ظهر لأول مرة في 17 أغسطس؛ استبدل زميله غابرييل فرنانديز، وسجل هدف فريقه الوحيد في خسارة 1-3 أمام ريال مدريد.
1. ↑  "Iker Losada debutó con el Celta B". La Voz de Galicia (بالإسبانية). 3 Dec 2018. Archived from the original on 2019-12-13. Retrieved 2019-08-22.
2. ↑  Vigo, Faro de. "Iker Losada, primer goleador del Celta nacido en el siglo XXI". www.farodevigo.es (بالإسبانية). Archived from the original on 2019-08-17. Retrieved 2019-08-22.
3. ↑  "Bale da brillo al viejo Madrid". Marca.com (بالإسبانية). 17 Aug 2019. Archived from the original on 2019-08-17. Retrieved 2019-08-22.